# Crateromys schadenbergi
Crateromys schadenbergi és una espècie de mamífer rosegador de la família dels múrids conegut a partir de pocs espècimens. És endèmic de les Filipines, on viu a altituds d'entre 2.000 i 2.500 msnm. Es tracta d'un animal arborícola. El seu hàbitat natural són els boscos dominats per roures. Està amenaçat per la destrucció del seu medi a conseqüència de l'expansió dels camps de conreu i la caça. Aquest tàxon fou anomenat en honor del químic alemany Alexander Schadenberg.